# Mäktig tussilago
Mäktig tussilago är en roman av Maja Lundgren från 2010. Huvudpersonen Oscar Riktelius får under en middagsbjudning ett psykiskt sammanbrott, varpå han börjar gå till en psykiater - "Mister-hur-har-vi-det-här-då?". Stefan Eklund på SvD kallade boken "spännande" och "komisk".